# 虹の谷の五月
『虹の谷の五月』（にじのたにのごがつ）は、船戸与一による長編小説。『小説すばる』1998年7月号から2000年3月号に連載された。2000年5月、集英社より単行本が刊行され、同年に第123回直木賞を受賞した。また2003年には集英社文庫から文庫版が出版された。

## 概要
フィリピンを舞台とし、ジャピーノ（日比混血）である主人公トシオの冒険と成長を描いている。タイトルにある虹の谷とは、作中でフィリピン・セブ島にあるとされる谷の名で、雨季になると真ん丸い虹が浮かぶという。物語のほとんどはセブ島ガルソボンガ地区で展開する。
トシオが13歳（1998年）、14歳（1999年）、15歳（2000年）と成長していく3部構成をとっている。
1. ジャピーノ13歳 1998年5月 - フィリピン・セブ島
2. ジャピーノ14歳 1999年5月 - フィリピン・セブ島
3. ジャピーノ15歳 2000年5月 - フィリピン・セブ島

## 登場人物
トシオ・マナハン
ガルソボンガ地区で祖父とともに暮らしている。父親は日本人であり、娼婦であったトシオの母親は彼に捨てられ、トシオが3歳のときにエイズで死んだ。
虹の谷への行き方を知っているのはトシオだけである。
一人称は「おいら」。祖父以外からは「ジャピーノ」と呼ばれることが多い。
ガブリエル・マナハン
トシオの祖父。抗日組織で戦った英雄でもある。
トシオと闘鶏用に軍鶏を飼育し、収入を得ている。
ホセ・マンガハス
虹の谷に住むゲリラ闘士。かつて新人民軍に属していた。
ラモン・スムロン
ガルソボンガ地区に住む若者。
メグ
ラモンの妹。
リベルタ
ホセの母。
トニア
ラモンに恋をしている。
シルビア・ガラン・デ・オオシタ
通称「クイーン」。ガルソボンガ地区の生まれであり、日本人画家と結婚し日本に渡っていた。トシオが13歳のときに村に帰ってくる。
ミゲル・ピログ
新人民軍でホセの部下であった。
マサハル・ナカノ
バリリに住む日本人医師。